# Alfred Malherbe
Alfred Malherbe (Port Louis in Mauritius,  14 juli 1804  –  Metz in Frankrijk, 14 augustus 1865) was een Franse jurist, en natuuronderzoeker (vooral ornitholoog). Hij werd vooral bekend om zijn monografie over de spechten.

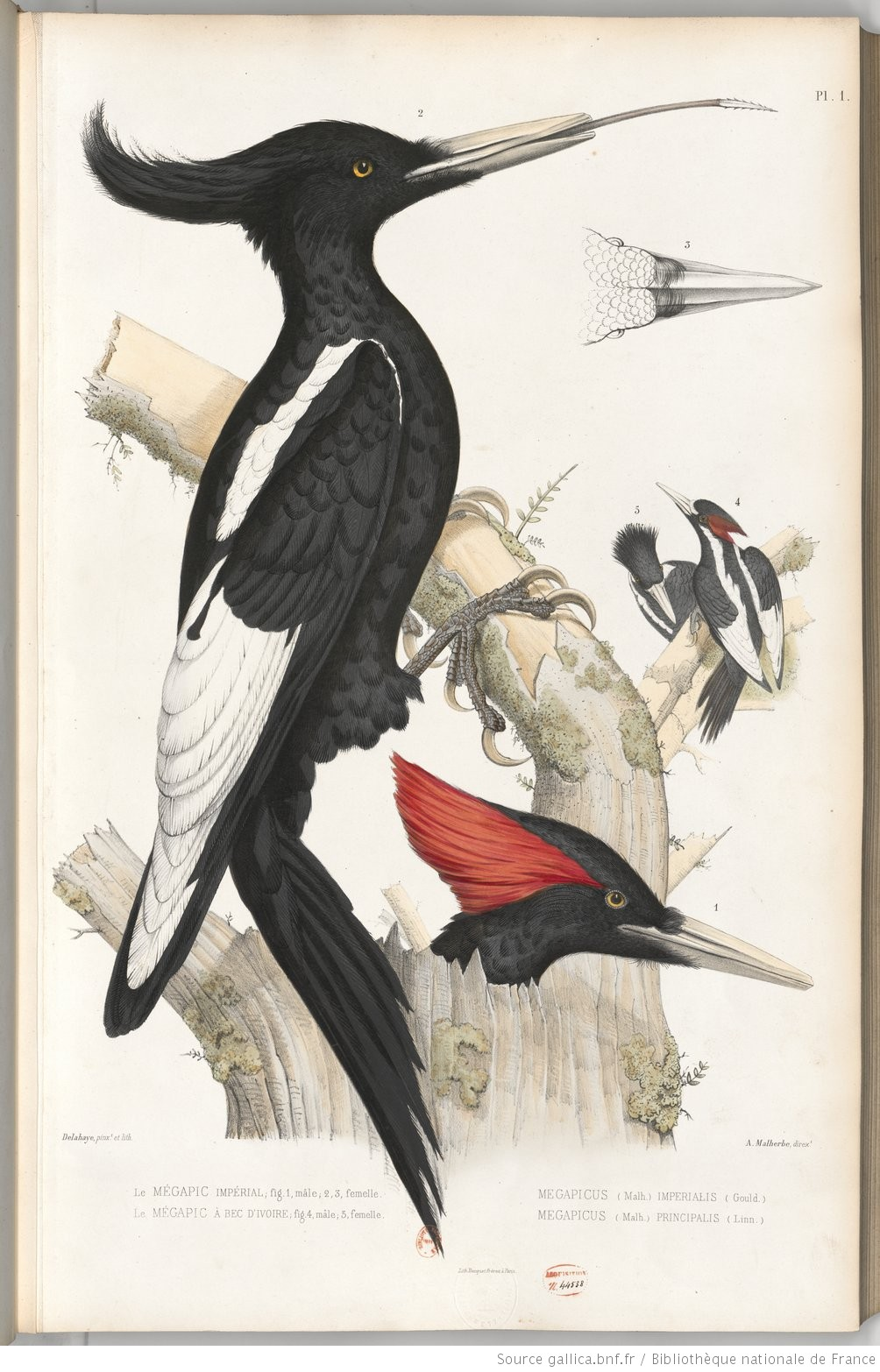
Handgekleurde steendruk van Alfred Malherbe uit zijn monografie van de spechten. Voorgrond: Keizerspecht. Achtergrond: Grote ivoorsnavelspecht.

## Biografie
Malherbe werd geboren op het eiland Mauritius. Zijn ouders kwamen oorspronkelijk uit Metz. In 1810 veroverde Engeland Mauritius waarop zijn ouders terug naar Frankrijk vluchtten en hem achterlieten bij zijn grootmoeder. Zij stierf kort daarna en Malherbe ging ook naar Frankrijk en werd daar opgeleid tot jurist. In 1827 kon hij zich als rechter vestigen bij de magistratuur van de stad Sedan en vijf jaar later in Metz  waar hij daarna opklom tot voorzitter van de rechtbank.
In zijn vrije tijd hield hij zich bezig met natuurhistorisch onderzoek aan planten en speciaal ook aan vogels. Daarnaast ontwikkelde hij zich als een wetenschappelijk illustrator van vogels. Hij bestudeerde de vogelcollecties uit Algerije en van Sicilië en publiceerde hierover. Zijn belangrijkste werk is een monografie van de spechten waarin hij de Levaillants specht (Picus vaillantii) beschreef en vernoemde naar de Franse onderzoeker François Levaillant. In 1863 werd hij directeur van het natuurhistorisch museum van Metz.
Hij is de auteur van vier geslachtsnamen van vogels (bijvoorbeeld: Chloropicus) en 19 soorten. Dit waren vooral namen voor spechtensoorten uit gebieden buiten Europa zoals de Temmincks specht, Yungipicus temminckii die hij vernoemde naar Coenraad Jacob Temminck. Bovendien beschreef hij meer dan 30 ondersoorten. Er zijn ook dieren als eerbetoon naar hem vernoemd zoals de oranjevoorhoofdkakariki (Cyanoramphus malherbi).
- Bibliothèque nationale de France: cb104053079 (data)
- Author citation (botany): Malherbe
- Gemeinsame Normdatei: 117540773
- International Standard Name Identifier: 0000 0000 2218 5721
- Library of Congress Control Number: n86828794
- Base Léonore: LH//1706/31
- Nederlandse Thesaurus van Auteursnamen: 192715305
- Système universitaire de documentation: 151804087
- Virtual International Authority File: 5711359
- WorldCat: E39PBJqfHBBhhHDGfKYyXwB3wC